# 台灣金屬創意館
台灣金屬創意館（英語：Taiwan Metal Creation Museum）是一座位於台灣台南市永康區的觀光工廠，于2013年由志鋼金屬股份有限公司出资建立。

## 歷史
1995年，現志鋼金屬董事長洪啟川和郭治華、王長文、蔡宗明以及另外兩位友人成立了志鋼金屬，2010年志鋼金属決定推動工廠觀光化，將製造業與服務業結合，成立台灣金屬創意文化館，並於2013年和2014年分別入選優良觀光工廠和經濟部國際亮點觀光工廠。

## 作品與推廣
2012至2013年間，志鋼金屬製造出全由板金打造的限量168隻「劍獅金剛」文創產品；2015年它曾與統一獅合作設計一款萊恩金剛放在台南棒球場裡，宣傳指「只要在棒球場打出全壘打，萊恩金鋼就會噴出火焰」；2016年在附近的候車處設置了「水金剛」与「木金剛」，分別代表著「尚水」和「環保」。金剛從創意起源、設計、建造都是自行構想，並融入了台南劍獅造型特色，成為了大台南公車候車亭的新地標；2017年，在南鯤鯓代天府的鯤瀛文化藝術館展出部分設計師的板金作品。

## 交通
高速公路：
- 國道一號永康交流道→台一線(中正北路)→南141線(王行路)→永科王田大道→台灣金屬創意館
- 國道八號新市交流道→新港社大道→台一線(中正北路)→南141線(王行路)→永科王田大道→台灣金屬創意館

公車：
台灣金屬創意館: 大台南公車21路(府城客運行駛)[臺南火車站－永康工業區]  每40分鐘一班。
鐵路:
臺灣鐵路縱貫線永康車站→中山路→左轉自強路→左轉王行路→右轉王田大道後左轉→台灣金屬創意館。